# Formula One Indoor Trophy
Formula One Indoor Trophy – cykl wyścigów Formuły 1 organizowanych w grudniu w latach 1988–1996.

## Historia
Zawody były organizowane podczas Bologna Motor Show i wbrew nazwie nie odbywały się w hali, a na świeżym powietrzu. Wyścig charakteryzował się niską frekwencją. Edycja z 1989 roku była jedynym wyścigiem Formuły 1 w historii, w którym uczestniczył zespół FIRST Racing. Ostatnia edycja miała miejsce w 1996 roku, a w latach 1997–2007 odbywały się podobne zawody Formuły 3000.

## Format
Cechą charakterystyczną wyścigu był format typu jeden na jednego, podobnie jak w Race of Champions – kierowca, który szybciej pokonał cztery okrążenia, awansował do następnej rundy. W 1993 roku zmieniono zasady, ustalając rundę przedwstępną oraz wprowadzając finał do dwóch zwycięstw.

## Zwycięzcy
| Rok  | Zwycięzca            | Samochód              |
| ---- | -------------------- | --------------------- |
| 1988 | Luis Pérez-Sala      | Minardi M188-Ford     |
| 1989 | Luis Pérez-Sala      | Minardi M189-Ford     |
| 1990 | Gianni Morbidelli    | Minardi M190-Ford     |
| 1991 | Gabriele Tarquini    | Fondmetal FA1M-E-Ford |
| 1992 | Johnny Herbert       | Lotus 107-Judd        |
| 1993 | Rubens Barrichello   | Jordan 193-Hart       |
| 1995 | Luca Badoer          | Minardi M195-Ford     |
| 1996 | Giancarlo Fisichella | Benetton B196-Renault |